# Boris Kalin
Boris Kalin [bóris kalín], slovenski kipar, * 24. junij 1905, Solkan, † 22. maj 1975, Ljubljana.

## Življenjepis
Boris Kalin, starejši brat kiparja Zdenka, se je izobraževal na tehnični srednji šoli v Ljubljani. Družina je bila med primorskimi begunci, preseljenimi v Ljubljano. Študij je nadaljeval v Zagrebu na Akademiji likovnih umetnosti, kjer je med letoma 1924 in 1929 študiral kiparstvo pri profesorjih Valdecu, Kršiniću, Ivu Krediću in Meštroviću ter se kasneje izpopolnjeval v Parizu in Italiji. Zatem se je preživljal s klesanjem kipov po naročilu in okrasov nagrobnikov pri podjetju Kunovar v Ljubljani. Izdelal je več aktov, najbolj znana je celopostavna stoječa ženska figura, imenovana Jutro I. 
Med letoma 1945 in 1970 je bil redni profesor za kiparstvo na ljubljanski likovni akademiji (AUU oz. ALUO) in dvakrat njen rektor. Izšolal je generacije mlajših kolegov, ki so postali upoštevani ustvarjalci v Evropi. Bil je eden redkih slovenskih kiparjev, ki so izvrstno obvladali klesanje v kamen, posebej marmor. 
Leta 1953 je postal redni član Slovenske akademije znanosti in umetnosti. Trikrat je dobil Prešernovo nagrado (1947, 1948 in 1950), kasneje tudi nagrado AVNOJ (1971). Boris Kalin je bil starejši brat kiparja Zdenka Kalina ter oče arhitektke in oblikovalke Nives Kalin Vehovar. 

## Dela
Med njegovimi javnimi deli velja izpostaviti Splavarja na Bledu in v Celju, ne-postavljeni spomenik kralju Aleksandru I. v Mariboru, Talca v Begunjah in v Dragi ter Spomenik talcem v Gramozni jami v Ljubljani (Umirajoči talec, 1947), kip Primoža Trubarja v Celju, kip Petnajstletna in marmornati Portret Maršala Tita, za katera je leta 1947 in 1948 dobil Prešernovo nagrado. Oblikoval je reliefa za Grobnico herojev (1949) in za spomenik v Rogaški Slatini. Je avtor spomenika Padlim železničarjem in njihovi stavki ob Zaloški cesti v Ljubljani. Leta 1950 je še enkrat dobil Prešernovo nagrado, takrat za Spomenik narodnoosvobodilni borbi na Vrhniki. Ustvaril je tudi portretna doprsja slavistov Rajka Nahtigala, Franceta Kidriča in Frana Ramovša, ki vliti v bron od leta 1961 stojijo na terasi pred Narodno in univerzitetno knjižnico.